# Борец Десулави
Боре́ц Десулави́, или Акони́т Десулави (лат. Aconítum desoulavyi) — вид рода Борец (Aconitum) семейства Лютиковые (Ranunculaceae). 
Неморально-лесной многолетний травянистый короткокорневищный поликарпик. Восточноприморский эндемик.

## Название
Видовой эпоним лат. desoulavyi присвоен растению в честь Нумы Августовича Десулави́ (1860—1933), ботаника, коллектора растений, признанного знатока флоры Приамурья, члена Приамурского отдела ИРГО, близкого друга и сподвижника В. К. Арсеньева.

## Ботаническое описание
Многолетнее травянистое растение с корневищем до 6 см длиной и около 1 см толщиной. Стебель высотой до 1 м, крепкий, прямой или слегка извилистый, простой, густо покрыт короткими, мягкими, отстоящими, белыми волосками.
Прикорневые листья сидят на длинных, до 20 см, опушённых черешках без прилистниковидных расширений; по форме округло-почковидные, на ¾—⅘ пятираздельные с надрезанными до половины боковыми сегментами и крупными округлыми и остроконечными зубцами, длиной до 5—10 (до 15) см, шириной до 7—15 (до 20) см, доли по краю крупно-надрезанно-зубчатые. Стеблевые листьев числом 1—2, короткочерешковые, по форме и опушению повторяют прикорневые.
Соцветие кистевидное, конечное, узкое, до 20 см длиной, в нижней части нередко с 1—3 боковыми веточками. Прицветники маленькие, длиной до 5 мм, линейные, опушённые, сидящие в средней части цветоножки. Цветоножки 0,5—2 см длиной, прижаты к оси соцветия. Цветки пурпурно-фиолетовые, реже фиолетово-чёрные; шлем булавовидный, высотой 1,7—2,5 см, опушённый, со слабо выраженным треугольным зубцом с каждой стороны, внизу с очень острым носиком. Нектарники с мало изогнутым ноготком, с тонким полуспиралью загнутым шпорцем и узкой пластинкой, заканчивающейся небольшой выемчато-обрубленной губой; тычинки голые, в средней части с двумя зубцами или от середины расширенные.
Плод из 3 листовок, слабо опушённых или голых.
Цветёт в июле—августе, плодоносит в августе—сентябре.

## Распространение и экология
Эндемик с ареалом, локализованным на северо-востоке Приморского края.
Произрастает по лесным опушкам и полянам, по каменистым склонам сопок, изредка на суходольных лугах.

## Таксономия
Aconitum desoulavyi Kom., 1916, Izv. Glavn. Bot. Sada R.S.F.S.R. 16: 168. Вид описан В. Л. Комаровым из долины речки Синанча, впадающей в Татарский пролив Японского моря.
Вид Борец Десулави входит в род Борец (Aconitum) трибы Живокостные (Delphinieae) подсемейства Лютиковые (Ranunculoideae) семейства Лютиковые (Ranunculaceae) порядка Лютикоцветные (Ranunculales).
Таксономическая схема в соответствии с Системой APG IV и WHO Plant List по состоянию на сентябрь 2024 года:
|  |                       |  |                                              |                                              |                                         |  | ещё четыре подсемейства (согласно Системе APG IV) | ещё четыре подсемейства (согласно Системе APG IV) |                                           |  |  |  | ещё 2 рода                                                       | ещё 2 рода         |  |  |
|  |                       |  |                                              |                                              |                                         |  | ещё четыре подсемейства (согласно Системе APG IV) | ещё четыре подсемейства (согласно Системе APG IV) |                                           |  |  |  | ещё 2 рода                                                       | ещё 2 рода         |  |  |
|  |                       |  |                                              | семейство Лютиковые                          |                                         |  |                                                   |                                                   | триба Живокостные                         |  |  |  |                                                                  | вид Борец Десулави |  |  |
|  |                       |  |                                              | семейство Лютиковые                          |                                         |  |                                                   |                                                   | триба Живокостные                         |  |  |  |                                                                  | вид Борец Десулави |  |  |
|  | порядок Лютикоцветные |  |                                              |                                              | подсемейство Лютиковые (Ranunculoideae) |  |                                                   |                                                   | род Борец, или Аконит                     |  |  |  |                                                                  |                    |  |  |
|  | порядок Лютикоцветные |  |                                              |                                              |                                         |  |                                                   |                                                   |                                           |  |  |  |                                                                  |                    |  |  |
|  |                       |  | ещё шесть семейств (согласно Системе APG IV) | ещё шесть семейств (согласно Системе APG IV) |                                         |  |                                                   | ещё восемь триб (согласно Системе APG IV)         | ещё восемь триб (согласно Системе APG IV) |  |  |  | ещё 334 подтверждённых вида и 150 видов, ожидающих подтверждения |                    |  |  |
|  |                       |  |                                              | ещё шесть семейств (согласно Системе APG IV) |                                         |  |                                                   |                                                   | ещё восемь триб (согласно Системе APG IV) |  |  |  |                                                                  |                    |  |  |